# Katagiri Katsumoto
Katagiri Katsumoto (片桐 且元?; 1556 – 24 giugno 1615) è stato un daimyō giapponese dal periodo Sengoku a quello Edo. In gioventù divenne famoso come una delle Sette lance di Shizugatake.

## Biografia
Figlio di Katagiri Naomasa, Katsumoto proveniva da un antico clan di samurai di lunga e illustre storia. Nel primo Medioevo, il clan Katagiri servì la famiglia Minamoto governando la parte più meridionale della provincia di Shinano per circa 500 anni.
Nonostante il suo lignaggio e le sue gesta durante la battaglia di Shizugatake, l'ascesa di Katsumoto sotto Toyotomi Hideyoshi fu relativamente lenta rispetto alle altre "Sette lance", tra cui Katō Kiyomasa e Fukushima Masanori. Katō e Fukushima erano maggiormente samurai di corte piuttosto che guerrieri; Katsumoto fu tenuto nella regione di Osaka, la capitale de facto del Giappone sotto la famiglia Toyotomi e le sue proprietà si trovavano nella zona di Ibaraki nel nord, nella provincia di Settsu. Katsumoto partecipò anche alla campagna di Kyūshū (1586-1587).
Neutrale durante la battaglia di Sekigahara (1600) che seguì la morte di Hideyoshi, Katsumoto fu nominato ciambellano della famiglia Toyotomi la cui fortuna, con il piccolo Hideyori, figlio unico di Hideyoshi, come capo della dinastia, divenne sempre più precaria dinanzi all'ambizioso Tokugawa Ieyasu. Durante i successivi quindici anni, Katsumoto cercò di negoziare un compromesso tra Ieyasu, che aveva già deciso di distruggere una volta per tutte la dinastia di Hideyoshi, e l'ostinato e altero Yodo-dono, madre del giovane Hideyori, che era irrimediabilmente in contrasto con i Tokugawa. Sempre più diffidente nei confronti della lealtà di Katsumoto, Yodo-dono alla fine bandì Katsumoto dal castello di Osaka poco prima dell'assedio di Osaka (1614-15). L'estate seguente la famiglia Toyotomi fu annientata e madre e figlio si suicidarono all'interno del castello in fiamme.
Il preciso ruolo di Katsumoto in tutta questa saga non è chiaro. Katsumoto morì solo 20 giorni dopo la caduta del castello di Osaka per ragioni sconosciute, sebbene la voce del suo seppuku fosse diffusa. Il suo lignaggio si estinse più tardi nel diciassettesimo secolo, mentre il fratello minore di Katsumoto e la sua famiglia mantennero il nome di Katagiri e lo stato di daimyō. I discendenti dei quali furono nobilitati nel 1884 e mantennero il titolo di Visconti fino al 1946, anno in cui furono abolite le antiche cariche feudali.